# Anna Noeh
Anna Noeh, née le 3 avril 1926 à Debrecen, Hongrie, morte le 27 septembre 2016 à Montréal, est une artiste peintre et muraliste.

## Biographie
Elle réalise ses études de 1952 à 1956 à l'Académie des arts appliqués de Budapest afin d'y apprendre la technique murale. En 1956-1957, elle étudie à Vienne à l'Académie des beaux-arts. Elle s'installe à Montréal en 1957. En 1973, elle obtient une licence en beaux-arts à l'Université Concordia, Montréal. Elle développe un intérêt pour les batiks peints. Elle réalise son premier voyage dans le nord canadien à Pangnirtung en 1970. Elle réalise des portraits peints représentant les inuits. En 1975, Max Stern organise dans sa galerie, une exposition des œuvres d'Anna Noeh.

## Musées et collections publiques
- Musée d'art de Joliette
- Musée des beaux-arts de Montréal
- Musée national des beaux-arts du Québec[6]

## Expositions
- Gemst Gallery, Montréal, 1970[7]
- Galerie Dominion, Montréal, 1975[8]